# 필 니크로
필립 헨리 "필" 니크로(Philip Henry "Phil" Niekro, 1939년 4월 1일 ~ 2020년 12월 26일)는 전 메이저 리그 베이스볼(MLB) 투수이다. 통산 24시즌 중 20시즌을 밀워키와 애틀랜타 브레이브스에서 뛰었고, 선수 시절 5회 올스타 선정, 5회 골드글러브 수상, 다승 부문 2차례 내셔널 리그(NL) 1위 등의 경력을 남겼다. 1973년 8월 5일에는 노히터 경기를 펼쳤다. 그의 등번호 35번은 영구 결번이 되었고, 1997년에 미국 야구 명예의 전당에 입성했다.

## 같이 보기
- 3000 탈삼진 클럽